# Грабівка (річка)
Грабівка — річка в Україні у Рокитнівському районі Рівненської області, права притока Льви (басейн Прип'яті).

## Опис
Довжина річки приблизно 8 км. Висота витоку над рівнем моря — 191 м, висота гирла — 186 м, падіння річки — 5 м, похил річки — 0,63 м/км. Формується з безіменних струмків та повністю каналізована.

## Цікавий факт
- При річці розташована частина загальнозоологічного заказника «Масевицький, Урочище «Старики».
- Річку перетинає автомобільний шлях М07 (автомобільний шлях міжнародного значення на території України, Київ — Ковель — контрольно-пропускний пункт «Ягодин»).

## Розташування
Бере початок біля села Олександрівка. Тече на північний захід і на південь від села Осницьк в урочищі Слобода впадає у річку Льву, праву притоку Ствиги.